# Armand-Nompar de Caumont, duc de la Force
Armand-Nompar de Caumont, duc de la Force, francoski maršal in politik, * 1580, † 16. december 1675.
1. ↑  https://petrocoria-num.perigueux.fr/items/show/42403#?c=0&m=0&s=0&cv=0